# Mucuna lane-poolei
Mucuna lane-poolei är en ärtväxtart som beskrevs av Victor Samuel Summerhayes. Mucuna lane-poolei ingår i släktet Mucuna och familjen ärtväxter. Inga underarter finns listade i Catalogue of Life.